# 386年
| 千纪： | 1千纪 |
| 世纪： | 3世纪 \| 4世纪 \| 5世纪 |
| 年代： | 350年代 \| 360年代 \| 370年代 \| 380年代 \| 390年代 \| 400年代 \| 410年代 |
| 年份： | 381年 \| 382年 \| 383年 \| 384年 \| 385年 \| 386年 \| 387年 \| 388年 \| 389年 \| 390年 \| 391年 |
| 纪年： | 丙戌年（狗年）；东晋太元十一年；前秦太安二年，太初元年；后燕燕元三年，建興元年；后秦白雀三年，建初元年；西燕更始二年，昌平元年，建明元年，建平元年，建武元年，中興元年；西秦建义二年；北魏登国元年；张大豫凤凰元年；后凉太安元年 |

## 大事记
- 中国
  - 拓跋鮮卑拓跋珪得到賀蘭部等的支持，於代地復國，國號「魏」，臣服於後燕，史稱北魏。
  - 西定西域的前秦氐將呂光返國並佔據涼州，在得知苻堅被殺後於姑臧（今甘肅武威）建國後涼。
  - 慕容垂稱帝，改元「建興」，始置百官。
  - 燕威帝慕容沖因為畏懼慕容垂的強大，不敢東回鮮卑人的故地，西燕的人民（鮮卑族）欲東歸故鄉而發生內亂，左將軍韓延遂殺慕容沖，此後有數位前燕貴族和將領被擁立為君主（段隨、慕容顗、慕容瑤、慕容忠），最後由慕容永率眾東征佔據并州（今山西省範圍），建都長子，慕容柔、慕容盛以及慕容盛的弟弟慕容會投奔祖父慕容垂。
  - 盧水胡郝奴乘西燕入據長安並稱帝，更命其弟郝多進攻於馬嵬自守的王驎。姚萇此時從安定東攻，逼走王驎並擒得郝多，並進攻長安，令郝奴懼而請降。取長安後姚萇即位為帝，國號「秦」，史稱後秦。
  - 西燕君主慕容永請求苻丕讓他取道東歸河北會合慕容垂，苻丕拒絕並命左丞相王永、俱石子等進攻慕容永在襄陵發生戰鬥，王永及俱石子皆兵敗被殺。
  - 前秦苻丕擔心苻纂趁他新敗而對其不利，欲西行關中但被西燕帝慕容永所阻，南下東垣被東晉守將馮該殺死。前秦苻登於南安繼立，據有隴西。
  - 投奔黎陽太守滕恬之的丁零人翟遼，乘滕恬之南攻鹿鳴城（今河南滑縣東北）的機會佔據了黎陽城，後更擒獲滕恬之，正式據黎陽叛晉，朱序派兵討伐。不久泰山太守張願帶領本郡背叛了東晉，投降翟遼。
  - 北魏發生內亂，拓跋窟咄獲得劉顯的支持和魏王拓跋珪爭位，拓跋珪北依賀蘭部並向後燕求援，在高柳會同慕容麟擊敗拓跋窟咄，拓跋窟咄敗走投奔劉衛辰，卻為劉衛辰殺死，拓跋珪悉收其眾。

## 逝世
- 司马奕，晋废帝海西公（342年出生，44岁）
- 慕容冲（359年出生，27岁）
- 王献之，中国东晋书法家（344年出生，42岁）
- 苻丕，前秦皇帝，宣昭帝苻堅的庶長子，在進攻洛陽時遭晉軍所殺。
- 段随
- 慕容瑶
- 慕容忠
- 拓跋窟咄，中國南北朝時期北魏昭成皇帝拓跋什翼犍之子、道武帝拓跋珪的叔父。